# シャテルロー
シャテルロー （Châtellerault）は、フランス、ヌーヴェル＝アキテーヌ地域圏、ヴィエンヌ県のコミューン。

## 地理
市内をヴィエンヌ川が流れ、クラン川、エンヴィーニュ川と合流する。

## 歴史
コミューンの名は、都市をつくったAiraudにちなむ。子爵の位を得て彼はこの地に城を築いた。城はラテン語でCastrum Airaldiと呼ばれ、やがてこの2つの言葉が合体して現在の名前となった。
- 936年 - Airaudの名が初めて記録に残された
- 952年 - ヴィエンヌ川とクラン川の合流地点、ヴィエンヌ川左岸に、Airaudの子孫が砦を築いた。
- 11世紀 - Airaudの一族が断絶し、町はラ・ロシュフコー家の領有となる。
- 1482年 - ラ・ロシュフコー家の領土がフランス王領に併合される。
- 1505年 - ブルボン公妃アンヌ・ド・フランス、シャテルロー領主となる。
- 1514年 - フランソワ1世、シャテルロー子爵位をシャテルロー公爵へ引き上げる。
- 1549年 - アンリ2世、シャテルロー公位をスコットランド貴族であるアラン伯ジェームズ・ハミルトンへ与える。
- 1609年 - 大シャテルロー橋（現在のアンリ4世橋）完成
- 1630年 - 黒死病流行
- 1900年 - 鉄筋コンクリート造のアーチ橋、シャテルロー橋がヴィエンヌ川に建設される[1]。
- 1940年6月22日 - ドイツ国防軍、シャテルローを占領。

## 経済
長く刃物と武器製造の伝統を持っていたが、現在は自動車産業や航空機設備産業へ転換された。

## 交通
- 高速道路 - A10（fr）
- 鉄道 - パリ・オルレアン鉄道のパリ＝ボルドー区間にあたる、シャテルロー駅

## 姉妹都市
- フェルベルト、ドイツ
- カヤ (ブルキナファソ)、ブルキナファソ
- コービー、イギリス
- ケント郡 (カナダ)、カナダ
- カステリョン・デ・ラ・プラナ、スペイン
- ハミルトン (スコットランド)、スコットランド
- ピワ、ポーランド

## 著名な出身者
- シルヴァン・シャヴァネル - 自転車選手